# 新泽西方案
新泽西方案（英語：New Jersey Plan）又称小州方案（英語：Small State Plan）或帕特森方案（英語：Paterson Plan）是由新泽西州代表威廉·帕特森于1787年6月15日在费城召开的美利坚合众国制宪会议上提交的一个新国家政府组建方案。
新泽西方案的提出主要是对之前弗吉尼亚州代表提出的弗吉尼亚方案的回应，该方案中设计的两院制联邦国会中两个议院（即今天的联邦众议院和联邦参议院）成员名额均是通过各州人口多少按比例分配。但这样的设计会明显导致人口较少的州在联邦政府中的影响力变得非常微不足道。所以新泽西州提出这一方案就是为了避免其在新成立的联邦国会中过于弱势，并希望可以仍然像之前《邦联条例》中所规定的那样，每个州不论人口多少，其权力完全一致。不过这一方案受到了弗吉尼亚方案的设计者詹姆斯·麦迪逊和在会议上正式提出该方案的埃德蒙·伦道夫的反对，最终也并没有被大会纳入考虑，不过这一方案还是给众人口小州以保护自己权力的焦点。

## 方案具体提议

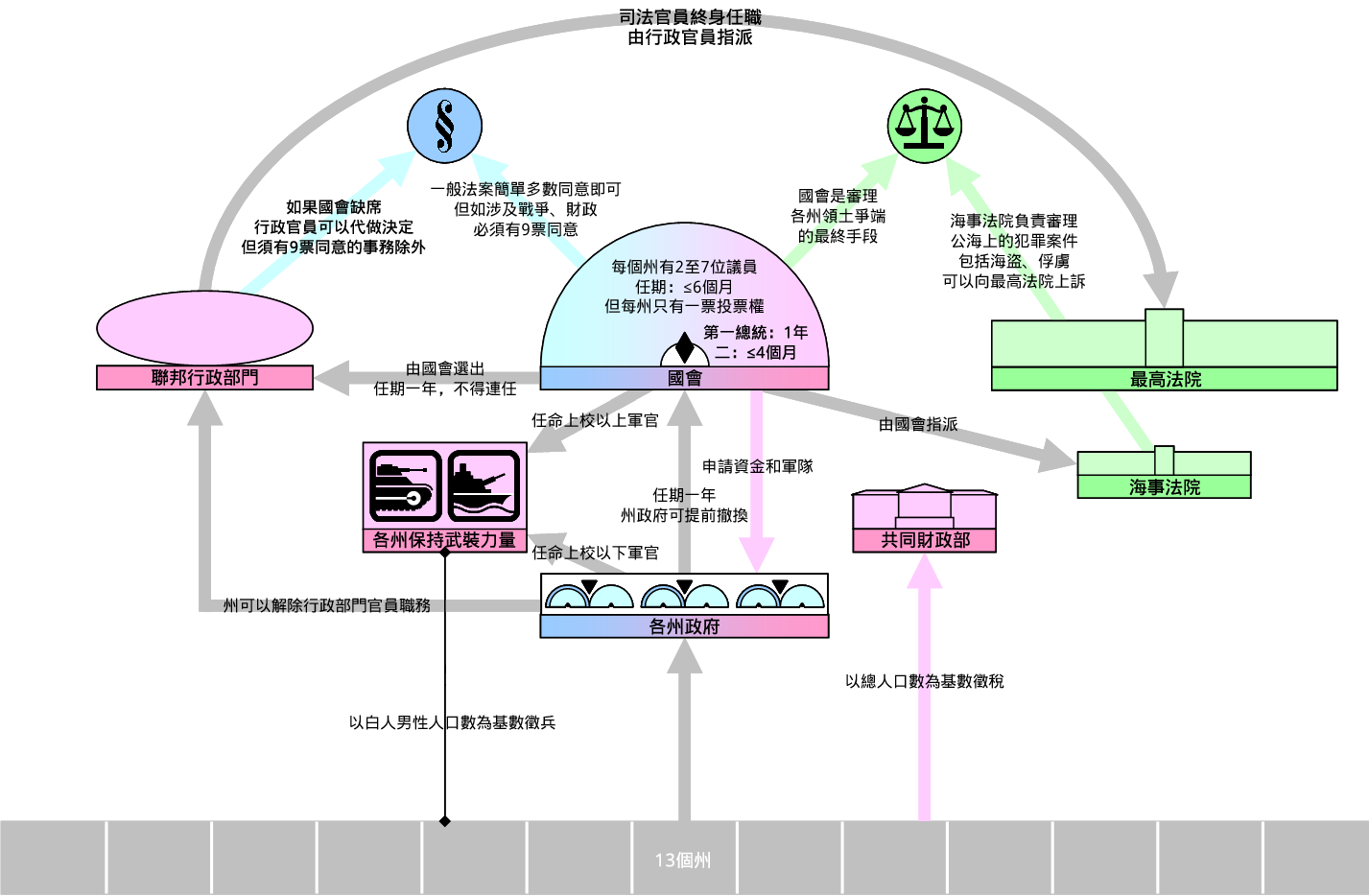
新澤西方案

根据新泽西州方案的提议，新的两院制立法部门仍然每州都一样拥有一票表决权，这一点上与之前的《邦联条例》完全相同。这一立场反映了各州以完全独立、平等的状态自愿结成联盟，并且希望可以继续保持这种完全独立、平等的心态。
方案中具体的提议如下：
1. 应该修订《邦联条例》；
2. 国会有权根据各州自由人口数和奴隶人口数的五分之三予以税赋，不过这一权力需要先有一定数量州的同意；
3. 联邦行政长官由国会选出，其成员由多人组成且不得连任，并且如有多数州行政长官（即州长）要求则可由国会罢免；
4. 最高法院是联邦司法部门的代表，其成员由联邦行政部门指定，并有权审理联邦弹劾案件，并且是对全国性事务（如订立条约等）的最终上诉部门；
5. 《邦联条例》和协定应该是全国的最高法律，联邦行政部门有权通过武力手段来强迫各州服从这一法律；
6. 应该建立一个接受新州加入联邦的批准程序；
7. 应该建立一个入籍方面的政策；
8. 一个州的公民在其他州违反法律时，可以在该州受审。

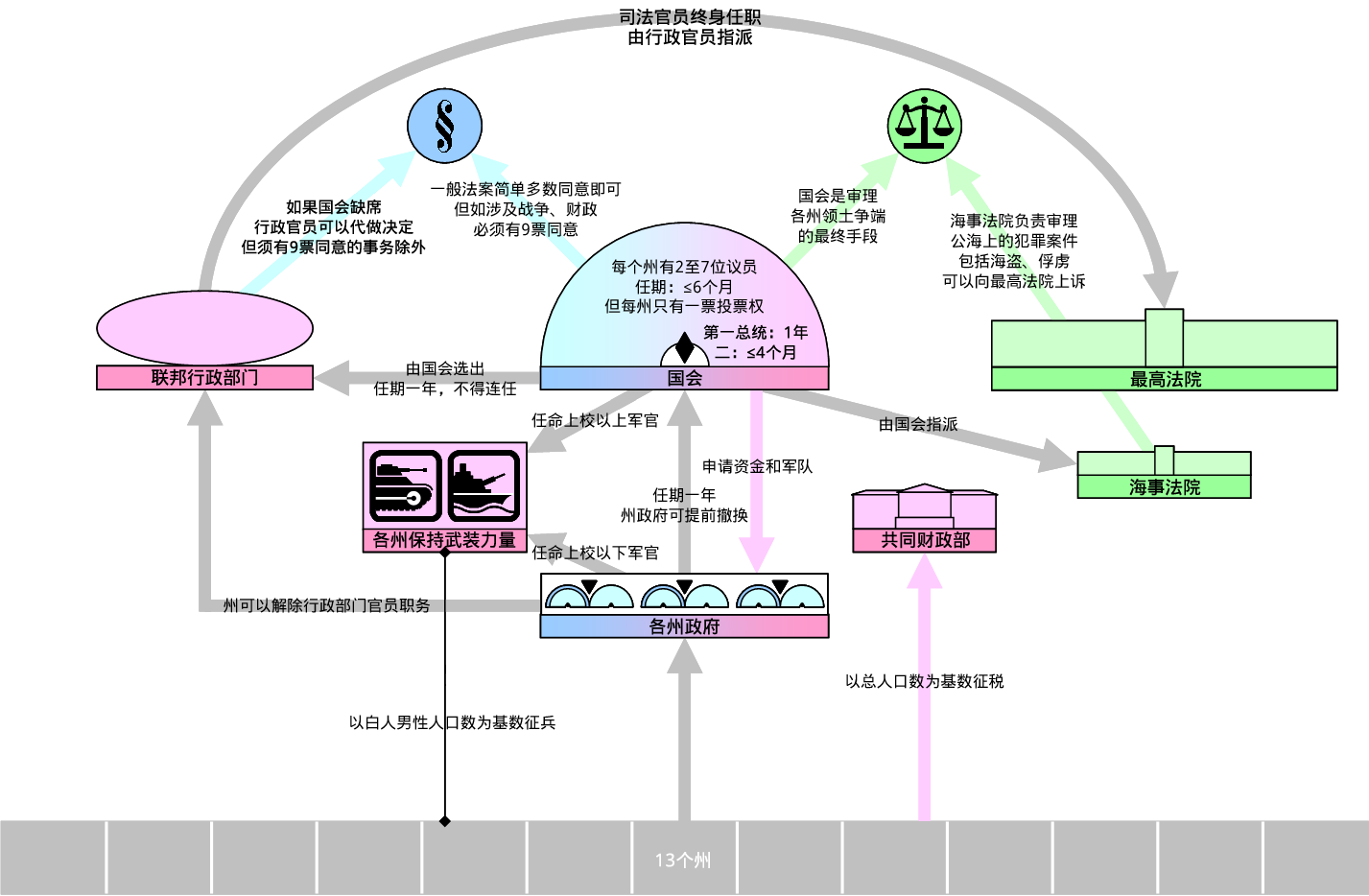
新泽西方案